# Schiedea ligustrina
Schiedea ligustrina är en nejlikväxtart som beskrevs av Adelbert von Chamisso och Schltdl. Schiedea ligustrina ingår i släktet Schiedea och familjen nejlikväxter. Inga underarter finns listade i Catalogue of Life.